# Yeravninsky (huyện)
Huyện Yeravninsky (tiếng Nga: ? райо́н) là một huyện hành chính tự quản (raion), của Buryatia, Nga. Huyện có diện tích 26310 kilômét vuông, dân số thời điểm ngày 1 tháng 1 năm 2000 là 19500 người. Trung tâm của huyện đóng ở Sosnovo-Ozerskoya.